# Lista episoadelor din Sacrificiul
Aceasta este o listă a episoadelor din serialul Sacrificiul.

## Privire de ansamblu
| Sezonul | Sezonul | Episoade | Episoade | Premiera TV        | Premiera TV       |
| Sezonul | Sezonul | Episoade | Episoade | Prima transmisie   | Ultima transmisie |
| ------- | ------- | -------- | -------- | ------------------ | ----------------- |
|         | 1       | 28       | 28       | 11 septembrie 2019 | 12 decembrie 2019 |
|         | 2       | 28       | 28       | 12 februarie 2020  | 15 aprilie 2020   |

## Episoade

### Sezonul 1 (2019)
| Nr. în serial | Nr. în sezon | Titlu         | Regizat de                                   | Scris de                                     | Data difuzării     |
| ------------- | ------------ | ------------- | -------------------------------------------- | -------------------------------------------- | ------------------ |
| 1             | 1            | „Episodul 1”  | Ruxandra Ion & Radu Grigore & Cătălin Bugean | Simona Macovei & Radu Grigore & Ruxandra Ion | 11 septembrie 2019 |
| 2             | 2            | „Episodul 2”  | Ruxandra Ion & Radu Grigore & Cătălin Bugean | Simona Macovei & Radu Grigore & Ruxandra Ion | 12 septembrie 2019 |
| 3             | 3            | „Episodul 3”  | Ruxandra Ion & Radu Grigore & Cătălin Bugean | Simona Macovei & Radu Grigore & Ruxandra Ion | 18 septembrie 2019 |
| 4             | 4            | „Episodul 4”  | Ruxandra Ion & Radu Grigore & Cătălin Bugean | Simona Macovei & Radu Grigore & Ruxandra Ion | 19 septembrie 2019 |
| 5             | 5            | „Episodul 5”  | Ruxandra Ion & Radu Grigore & Cătălin Bugean | Simona Macovei & Radu Grigore & Ruxandra Ion | 25 septembrie 2019 |
| 6             | 6            | „Episodul 6”  | Ruxandra Ion & Radu Grigore & Cătălin Bugean | Simona Macovei & Radu Grigore & Ruxandra Ion | 26 septembrie 2019 |
| 7             | 7            | „Episodul 7”  | Ruxandra Ion & Radu Grigore & Cătălin Bugean | Simona Macovei & Radu Grigore & Ruxandra Ion | 2 octombrie 2019   |
| 8             | 8            | „Episodul 8”  | Ruxandra Ion & Radu Grigore & Cătălin Bugean | Simona Macovei & Radu Grigore & Ruxandra Ion | 3 octombrie 2019   |
| 9             | 9            | „Episodul 9”  | Ruxandra Ion & Radu Grigore & Cătălin Bugean | Simona Macovei & Radu Grigore & Ruxandra Ion | 9 octombrie 2019   |
| 10            | 10           | „Episodul 10” | Ruxandra Ion & Radu Grigore & Cătălin Bugean | Simona Macovei & Radu Grigore & Ruxandra Ion | 10 octombrie 2019  |
| 11            | 11           | „Episodul 11” | Ruxandra Ion & Radu Grigore & Cătălin Bugean | Simona Macovei & Radu Grigore & Ruxandra Ion | 16 octombrie 2019  |
| 12            | 12           | „Episodul 12” | Ruxandra Ion & Radu Grigore & Cătălin Bugean | Simona Macovei & Radu Grigore & Ruxandra Ion | 17 octombrie 2019  |
| 13            | 13           | „Episodul 13” | Ruxandra Ion & Radu Grigore & Cătălin Bugean | Simona Macovei & Radu Grigore & Ruxandra Ion | 23 octombrie 2019  |
| 14            | 14           | „Episodul 14” | Ruxandra Ion & Radu Grigore & Cătălin Bugean | Simona Macovei & Radu Grigore & Ruxandra Ion | 24 octombrie 2019  |
| 15            | 15           | „Episodul 15” | Ruxandra Ion & Radu Grigore & Cătălin Bugean | Simona Macovei & Radu Grigore & Ruxandra Ion | 30 octombrie 2019  |
| 16            | 16           | „Episodul 16” | Ruxandra Ion & Radu Grigore & Cătălin Bugean | Simona Macovei & Radu Grigore & Ruxandra Ion | 31 octombrie 2019  |
| 17            | 17           | „Episodul 17” | Ruxandra Ion & Radu Grigore & Cătălin Bugean | Simona Macovei & Radu Grigore & Ruxandra Ion | 6 noiembrie 2019   |
| 18            | 18           | „Episodul 18” | Ruxandra Ion & Radu Grigore & Cătălin Bugean | Simona Macovei & Radu Grigore & Ruxandra Ion | 7 noiembrie 2019   |
| 19            | 19           | „Episodul 19” | Ruxandra Ion & Radu Grigore & Cătălin Bugean | Simona Macovei & Radu Grigore & Ruxandra Ion | 13 noiembrie 2019  |
| 20            | 20           | „Episodul 20” | Ruxandra Ion & Radu Grigore & Cătălin Bugean | Simona Macovei & Radu Grigore & Ruxandra Ion | 14 noiembrie 2019  |
| 21            | 21           | „Episodul 21” | Ruxandra Ion & Radu Grigore & Cătălin Bugean | Simona Macovei & Radu Grigore & Ruxandra Ion | 20 noiembrie 2019  |
| 22            | 22           | „Episodul 22” | Ruxandra Ion & Radu Grigore & Cătălin Bugean | Simona Macovei & Radu Grigore & Ruxandra Ion | 21 noiembrie 2019  |
| 23            | 23           | „Episodul 23” | Ruxandra Ion & Radu Grigore & Cătălin Bugean | Simona Macovei & Radu Grigore & Ruxandra Ion | 27 noiembrie 2019  |
| 24            | 24           | „Episodul 24” | Ruxandra Ion & Radu Grigore & Cătălin Bugean | Simona Macovei & Radu Grigore & Ruxandra Ion | 28 noiembrie 2019  |
| 25            | 25           | „Episodul 25” | Ruxandra Ion & Radu Grigore & Cătălin Bugean | Simona Macovei & Radu Grigore & Ruxandra Ion | 4 decembrie 2019   |
| 26            | 26           | „Episodul 26” | Ruxandra Ion & Radu Grigore & Cătălin Bugean | Simona Macovei & Radu Grigore & Ruxandra Ion | 5 decembrie 2019   |
| 27            | 27           | „Episodul 27” | Ruxandra Ion & Radu Grigore & Cătălin Bugean | Simona Macovei & Radu Grigore & Ruxandra Ion | 11 decembrie 2019  |
| 28            | 28           | „Episodul 28” | Ruxandra Ion & Radu Grigore & Cătălin Bugean | Simona Macovei & Radu Grigore & Ruxandra Ion | 12 decembrie 2019  |

### Sezonul 2 (2020)
| Nr. în serial | Nr. în sezon | Titlu         | Regizat de                                   | Scris de                                     | Data difuzării    |
| ------------- | ------------ | ------------- | -------------------------------------------- | -------------------------------------------- | ----------------- |
| 29            | 1            | „Episodul 29” | Ruxandra Ion & Radu Grigore & Cătălin Bugean | Simona Macovei & Radu Grigore & Ruxandra Ion | 12 februarie 2020 |
| 30            | 2            | „Episodul 30” | Ruxandra Ion & Radu Grigore & Cătălin Bugean | Simona Macovei & Radu Grigore & Ruxandra Ion | 12 februarie 2020 |
| 31            | 3            | „Episodul 31” | Ruxandra Ion & Radu Grigore & Cătălin Bugean | Simona Macovei & Radu Grigore & Ruxandra Ion | 13 februarie 2020 |
| 32            | 4            | „Episodul 32” | Ruxandra Ion & Radu Grigore & Cătălin Bugean | Simona Macovei & Radu Grigore & Ruxandra Ion | 13 februarie 2020 |
| 33            | 5            | „Episodul 33” | Ruxandra Ion & Radu Grigore & Cătălin Bugean | Simona Macovei & Radu Grigore & Ruxandra Ion | 19 februarie 2020 |
| 34            | 6            | „Episodul 34” | Ruxandra Ion & Radu Grigore & Cătălin Bugean | Simona Macovei & Radu Grigore & Ruxandra Ion | 19 februarie 2020 |
| 35            | 7            | „Episodul 35” | Ruxandra Ion & Radu Grigore & Cătălin Bugean | Simona Macovei & Radu Grigore & Ruxandra Ion | 20 februarie 2020 |
| 36            | 8            | „Episodul 36” | Ruxandra Ion & Radu Grigore & Cătălin Bugean | Simona Macovei & Radu Grigore & Ruxandra Ion | 20 februarie 2020 |
| 37            | 9            | „Episodul 37” | Ruxandra Ion & Radu Grigore & Cătălin Bugean | Simona Macovei & Radu Grigore & Ruxandra Ion | 26 februarie 2020 |
| 38            | 10           | „Episodul 38” | Ruxandra Ion & Radu Grigore & Cătălin Bugean | Simona Macovei & Radu Grigore & Ruxandra Ion | 26 februarie 2020 |
| 39            | 11           | „Episodul 39” | Ruxandra Ion & Radu Grigore & Cătălin Bugean | Simona Macovei & Radu Grigore & Ruxandra Ion | 27 februarie 2020 |
| 40            | 12           | „Episodul 40” | Ruxandra Ion & Radu Grigore & Cătălin Bugean | Simona Macovei & Radu Grigore & Ruxandra Ion | 27 februarie 2020 |
| 41            | 13           | „Episodul 41” | Ruxandra Ion & Radu Grigore & Cătălin Bugean | Simona Macovei & Radu Grigore & Ruxandra Ion | 4 martie 2020     |
| 42            | 14           | „Episodul 42” | Ruxandra Ion & Radu Grigore & Cătălin Bugean | Simona Macovei & Radu Grigore & Ruxandra Ion | 4 martie 2020     |
| 43            | 15           | „Episodul 43” | Ruxandra Ion & Radu Grigore & Cătălin Bugean | Simona Macovei & Radu Grigore & Ruxandra Ion | 4 martie 2020     |
| 44            | 16           | „Episodul 44” | Ruxandra Ion & Radu Grigore & Cătălin Bugean | Simona Macovei & Radu Grigore & Ruxandra Ion | 5 martie 2020     |
| 45            | 17           | „Episodul 45” | Ruxandra Ion & Radu Grigore & Cătălin Bugean | Simona Macovei & Radu Grigore & Ruxandra Ion | 5 martie 2020     |
| 46            | 18           | „Episodul 46” | Ruxandra Ion & Radu Grigore & Cătălin Bugean | Simona Macovei & Radu Grigore & Ruxandra Ion | 5 martie 2020     |
| 47            | 19           | „Episodul 47” | Ruxandra Ion & Radu Grigore & Cătălin Bugean | Simona Macovei & Radu Grigore & Ruxandra Ion | 11 martie 2020    |
| 48            | 20           | „Episodul 48” | Ruxandra Ion & Radu Grigore & Cătălin Bugean | Simona Macovei & Radu Grigore & Ruxandra Ion | 11 martie 2020    |
| 49            | 21           | „Episodul 49” | Ruxandra Ion & Radu Grigore & Cătălin Bugean | Simona Macovei & Radu Grigore & Ruxandra Ion | 11 martie 2020    |
| 50            | 22           | „Episodul 50” | Ruxandra Ion & Radu Grigore & Cătălin Bugean | Simona Macovei & Radu Grigore & Ruxandra Ion | 18 martie 2020    |
| 51            | 23           | „Episodul 51” | Ruxandra Ion & Radu Grigore & Cătălin Bugean | Simona Macovei & Radu Grigore & Ruxandra Ion | 18 martie 2020    |
| 52            | 24           | „Episodul 52” | Ruxandra Ion & Radu Grigore & Cătălin Bugean | Simona Macovei & Radu Grigore & Ruxandra Ion | 18 martie 2020    |
| 53            | 25           | „Episodul 53” | Ruxandra Ion & Radu Grigore & Cătălin Bugean | Simona Macovei & Radu Grigore & Ruxandra Ion | 25 martie 2020    |
| 54            | 26           | „Episodul 54” | Ruxandra Ion & Radu Grigore & Cătălin Bugean | Simona Macovei & Radu Grigore & Ruxandra Ion | 1 aprilie 2020    |
| 55            | 27           | „Episodul 55” | Ruxandra Ion & Radu Grigore & Cătălin Bugean | Simona Macovei & Radu Grigore & Ruxandra Ion | 8 aprilie 2020    |
| 56            | 28           | „Episodul 56” | Ruxandra Ion & Radu Grigore & Cătălin Bugean | Simona Macovei & Radu Grigore & Ruxandra Ion | 15 aprilie 2020   |